# К-175 (мотоцикл)
«Ковровец» К-175 — советский дорожный мотоцикл-одиночка, выпускавшийся Заводом имени Дегтярёва с 1956 по 1965 год (с модификациями).
Первые серийные образцы (всего 70 мотоциклов) были собраны в 1956 году.
Мотоциклы серии «К-175» имели короткоходный одноцилиндровый двухтактный двигатель рабочим объёмом 173,7 см³. Мотоциклы имели капотированную заднюю часть и закрытый кожухом карбюратор, 16-дюймовые колеса (шины 3,25—16), полностью закрытую цепь и двухместное седло подушечного типа. На часть мотоциклов серии «К-175» устанавливался полуавтомат выжима сцепления.

## Модификации
- К-175 (1956—1959 гг.) — Базовая модель, от предыдущей модели «К-55» мотоцикл позаимствовал трехступенчатую коробку передач, подвеску и систему электрооборудования постоянного тока с аккумулятором. Цилиндр двигателя чугунный, глушитель один. Внешний вид мотоцикла повторял вид мотоцикла Jawa 250 модели 353, из-за чего К-175 часто называли «Ковровской Явой»[2]. Автомат сцепления, более нигде не встречавшийся на моделях Ковровского завода, также был аналогичен Jawa. В 1957 году внешность модернизировали, уменьшив сходство с чешскими мотоциклами: отказались от кожуха руля, установили бензобак большего объёма. Эмблемой первых вариантов была буква «К» в круге, третий вариант К-175 выпускался уже под новым товарным знаком «Ковровец-175», на эмблеме поверх надписи располагались сидящие зайцы. Мощность двигателя — 8 л. с. при 5200 об/мин. Максимальная скорость: 80 км/ч. Вес: 105 кг.
- К-175А (1959—1962 гг.) — Модернизированная базовая модель, вышла с конвейера в декабре 1959 года. Отличается четырёхступенчатой коробкой передач[3], безбатарейной системой зажигания от генератора переменного тока. Двигатель был также модернизирован: новая головка цилиндра с более развитым оребрением и увеличенной до 6,7 степенью сжатия, что позволило поднять мощность с 8 до 8,2 л. с.; увеличение площади двух верхних ребер на цилиндре; новая конструкция воздушного фильтра исключала попадание неочищенного воздуха в цилиндр, как это было на прежней модели. На смену генератору Г-38 с тремя обмотками зажигания пришел Г-401 той же мощности, но с четырьмя обмотками зажигания. Глушители стали неразборными, шум выхлопа снизился до уровня международных норм (85 дБ), соединение ведомой звездочки с колесом стало через резиновую муфту, изменён руль(с удлиненными рычагами), новое переднее крыло. С 1961 года на мотоцикл стали устанавливать переднюю вилку бесштокового типа, с увеличенным со 100 до 130 мм ходом. На бензобаке эмблема с изображением бегущих зайцев, взятая с герба города Коврова. Сухая масса — 110 кг, максимальная скорость — 80 км/ч. С 1959 по 1962 годы выпущено 374 722 «Ковровец-175А»[1]. Эта модель стала для мотозавода миллионной: юбилейная машина сошла с конвейера 5 августа 1960 года.
- К-175Б (1962—1963 гг.) — На мотоцикл устанавливался другой карбюратор (К-36), поднявший максимальную мощность до 9 л. с. Новый контактно-масляный воздушный фильтр, теперь крепился к раме и соединялся с карбюратором резиновым патрубком. На стыке выпускного патрубка с глушителем применено резьбовое соединение с фланцевой гайкой. Внешне мотоциклы отличались прежде всего новой эмблемой на бензобаке — бегущие зайцы вместо сидящих — и более загнутыми краями крыльев. Такие крылья стали называть «губастыми»[1]. Было выпущено 271 643 «Ковровец-175Б». Сухая масса мотоцикла — 115 кг, максимальная скорость — 85 км/ч.
- К-175В (1963—1965 гг.) — Применена новая конструкция нижней головки шатуна, воздушный фильтр был размещен в зоне наименьшего запыления — под седлом. Выпускался в двух вариантах: с чугунным цилиндром (с одним глушителем), с января 1964 года с цилиндром из алюминиевого сплава (с чугунной гильзой и двумя глушителями). Изменены передаточные числа и коробки передач, и главной передачи. В переднюю вилку введены дополнительные буферные пружины отбоя. Мощность двигателя повышена до 9,5 л. с. при 5200—5400 об/мин. В 1964 году были приняты меры по повышению качества и улучшению внешнего вида мотоцикла: переход на высококачественную эмаль финской фирмы Tikkurila, полировка легкосплавных деталей и другие меры. С 1963 по 1966 годы выпущено 451 254 мотоцикла модели «Ковровец-175В»[1]. Максимальная скорость: 85 км/ч. Вес: 110 кг.

## Спортивные модели
- К-175СМ — предназначен для многодневных спортивных соревнований мотоциклов с рабочим объёмом двигателя до 175 см³. В отличие от дорожного мотоцикла «К-175А» имеет форсированный двигатель с цилиндром, отлитым из легированного чугуна повышенной износостойкости. Передняя цепь усиленная, механизм выключения сцепления новый, более надежный в работе. Рама изготовлена из легированной стали, имеет усиливающие косынки. Руль более широкий, усилен дополнительной трубкой. У передней вилки увеличен до 150 мм ход и улучшены гидроамортизаторы. Задняя подвеска имеют увеличенный до 85 мм ход. Шины повышенной проходимости: задняя размером 3,25—19", передняя размером 2,5—19". Колеса имеют усиленные спицы и увеличенные по диаметру и ширине тормозные барабаны с лабиринтным уплотнением для защиты от попадания грязи и влаги. Задняя цепь открыта и для предотвращения её соскакивания со звездочки заднего колеса снабжена направляющей. Мощность двигателя — 11 л. с. при 5200об/мин. Вес: 105 кг[4].
- К-175СМУ (1964 г.) — предназначен для многодневных спортивных соревнований мотоциклов с рабочим объёмом двигателя до 175 см³. Рама изготовлена из легированной стали 30ХГСА, Ход передней вилки 150 мм, сальники двойные. Задняя подвеска с регулируемой гидравликой. Шины повышенной проходимости: задняя размером 3.50—19", передняя размером 3.00—21". Мощность двигателя — 14 л. с.. Вес: 108 кг[5]).
- К-175СК и К-58СК — Мотоциклы предназначены для спортивных соревнований по кроссу с рабочим объёмом двигателя до 175 см³ и до 125 см³. Двигатель и ходовая часть такие же, как и у мотоциклов К-175СМ и К-58СМ. В отличие от мотоциклов, предназначенных для многодневных соревнований, они не имеют приборов освещения и сигнала.